# Triolena pileoides
Triolena pileoides är en tvåhjärtbladig växtart som först beskrevs av José Jéronimo Triana, och fick sitt nu gällande namn av John Julius Wurdack. Triolena pileoides ingår i släktet Triolena och familjen Melastomataceae. Utöver nominatformen finns också underarten T. p. panamensis.